# Johann Andreas Stein
Johann (Georg) Andreas Stein (16. května 1728, Heidelsheim – 29. února 1792, Augsburg) byl německý výrobce klávesových nástrojů, jako jsou varhany, klavichordy, cembala a klavíry.

## Život
Stein zaujímá významnou roli v historii stavby klavírů, neboť navrhl takzvanou vídeňskou (nebo též německou) klavírní mechaniku. Stavbě varhan se vyučil u svého otce v Heidelsheimu, od srpna 1748 do ledna 1749 pak pracoval jako tovaryš v dílně Johanna Andrease Silbermanna ve Štrasburku a v dílně Franta Jacoba Spatha v Řezně.
V roce 1777 se v Augsburgu Stein seznámil s Mozartem, který používal Steinova fortepiana pro veřejná vystoupení. Například pro trojkoncert, který se konal dne 22. října 1777 a kde sólově vystoupili Mozart, varhaník katedrály Johan Michael Demmler a samotný Stein. Mozart Steinovy klavíry velmi ocenil v dopise svému otci.
Dochovaly se dva Steinovy klavichordy, jeden z nich, nyní se nacházející v budapešťském Národním muzeu, koupil Leopold Mozart pro cvičení na cestách. Druhý nástroj, claviorgan kombinující klavír a jednořadé varhany, se nachází v historickém muzeu v Göteborgu (Historiska Museum Göteborg). V dnešní době klavíry Stein slouží jako modely pro současné stavitele, jako jsou Philip Belt nebo Paul McNulty.

## Nahrávky na originálech a kopiích klavírů Stein
- Ronald Brautigam. Ludwig van Beethoven: Complete works for solo piano, Vol. 9. Nahráno na kopii klavíru Stein od Paula McNultyho
- Alexei Lubimov and his colleagues. Ludwig van Beethoven: Complete piano sonatas. Nahráno na kopiích klavírů Stein, Walter, Graf a Buchholtz.